# Mauser HSc
A Mauser HSc é uma pistola semiautomática 7,65 mm introduzida na Alemanha Nazista durante a Segunda Guerra Mundial e fabricada até 1977. A designação HSc significava Hahn Selbstspanner ("cão auto-armável") Pistole, terceira e última versão "C". A produção continuou em 1945-1946 durante a ocupação francesa e, de 1968 a 1977, pela Mauser. Possui cão semi-exposto, gatilho de dupla ação, carregador monofilar e uma mola ao redor do cano.
A Mauser HSc foi originalmente concebida como uma pistola comercial. Competiu com as contemporâneas Walther PPK e PP alemãs e com a Sauer 38H para uso policial e militar. Foi adquirida inicialmente pela Marinha (Kriegsmarine), logo seguida pelo Exército e pela polícia. As pistolas HSc usadas pela Luftwaffe ou pela Waffen-SS eram adquiridas dos estoques do Exército e da polícia.
A pistola disparava originalmente o cartucho 7,65×17mmSR Browning (.32 ACP), mas a maioria das Mauser HSc fabricadas na década de 1970 eram calibradas em 9×17mm (.380 ACP).
O modelo "HSc Super", "HSc Mod. 80" ou "SAB-2001 Super" era uma variante fabricada pela Renato Gamba em Gardone, na Itália, sob licença da Mauser. Esta pistola era calibrada em .32 ACP, .380 ACP e 9×18mm Ultra, e apresentava um carregador bifilar, um guarda-mato recurvado (em alguns modelos) e um retém de carregador "estilo americano" atrás e abaixo do guarda-mato.